# Una grande e terribile bellezza
Una grande e terribile bellezza è il primo romanzo della trilogia con protagonista Gemma Doyle, creata da Libba Bray. In Italia il libro è stato pubblicato da Elliot Edizioni nel 2008.
Considerato il capolavoro per eccellenza del new gothic, il fantasy ambientato in epoca vittoriana, sta riscuotendo notevole successo negli Stati Uniti. Sono stati acquistati i diritti per la versione cinematografica dalla Icon di Mel Gibson, e ne è prevista la produzione per il 2010.
La sedicenne Gemma Doyle che vive a Bombay, rimasta orfana di madre si trasferisce a Londra, in un collegio femminile, la Spence Academy. Qui, riesce a farsi le prime amiche: la potente Felicity, la vezzosa Pippi e l'imbranata Ann. Dopo un primo periodo di permanenza, costellato di noiose lezioni e oscure visioni (nonché dalla presenza di un giovane indiano misterioso, Kartik) Gemma viene a scoprire dell'esistenza dell'Ordine, una congrega di sole donne dedite alla magia. Assieme alle amiche, nonostante la ferma opposizione di Kartik, Gemma è decisa a saperne di più, a trasgredire le regole della Spence, ad avventurarsi nelle grotte buie e nelle pagine di un diario misterioso, dove alcuni pressanti interrogativi troveranno finalmente un chiarimento...